# Keigo Kijoura
Keigo Kijoura (japonsky: 浦 奎吾; 14. února 1850 Jamaga – 5. listopadu 1942 Atami) byl japonský politik. V roce 1924 byl premiérem Japonska. Byl též ministrem vnitra (1905–1906), ministrem zemědělství a obchodu (1903–1906) a ministrem spravedlnosti (1896–1898, 1898–1900, 1901–1903). V letech 1922–1924 řídil Tajnou radu (poradní orgán panovníka).

## Život
Jeho původní jméno znělo Ókubo Fujaku. Narodil se jako pátý syn Ókubo Rjóšiho, buddhistického opata chrámu Menšódži. V letech 1865 až 1871 studoval na soukromé škole Hirose Tanso. Během této doby se spřátelil s guvernérem Nomurou Morihidem, který byl v roce 1873 jmenován guvernérem prefektury Saitama a přivedl Kijouru do státní správy. V roce 1876, ve věku 26 let, Kijoura vstoupil na ministerstvo spravedlnosti a sloužil jako prokurátor. Pomáhal vypracovat první moderní japonské zákony o trestním řízení. Upoutal pozornost Aritoma Jamagaty, jehož se stal chráněncem, a který ho v roce 1884 jmenoval velitelem policie. Pokračoval ve funkci náměstka ministra spravedlnosti, pomáhal navrhnout zákon o zachování míru z roku 1887. V roce 1891 byl vybrán jako člen Sněmovny šlechticů, jakožto císařský nominant (šlechtický titul ještě neměl). Jako blízký spojenec Jamagaty začal roku 1896 bohatou vládní kariéru, nejprve na postu ministra spravedlnosti.
V roce 1902 získal titul barona (danšaku), v roce 1907 vikomta (šišaku), roku 1928 pak hraběte (hakušaku).
V roce 1914 ho císař požádal, aby se stal premiérem, ale odmítl kvůli probíhajícímu korupčnímu skandálu souvisejícímu s armádními zakázkami u firmy Siemens. Premiérský úřad přijal až v roce 1924, byť s jistým zdráháním, v napjaté situaci po komunistickém atentátu na prince Hirohita (Toranomonský incident). Jako nestraník nebyl v lehké pozici, neboť v té době rostl vliv politických stran a byl pod velkým tlakem sněmovny, kde se utvořila mocná koalice tří stran, které byly frustrované, že mají na vládu malý vliv a hrozily lidovými nepokoji, pokud se to nezmění. Díky rozštěpení uvnitř jedné ze stran si nakonec Kijoura určitý prostor ve sněmovně vymanévroval, když se sblížil s novou Stranou skutečných přátel ústavy. V roce 1924 požádal císaře o rozpuštění sněmovny, neboť situace vlády v ní byla již neudržitelná a věřil, že Strana skutečných přátel ústavy ve volbách výrazně posílí. Avšak tyto naděje se nenaplnily a po volbách musel podat demisi. Nahradil ho stranický premiér (po éře nestranických císařských nominantů), což poukazovalo k posilování japonského parlamentarismu a demokracie (tato éra je někdy nazývána taišó demokracie), kterýžto proces trval až do roku 1932, kdy začal nástup krajně pravicových militaristů.